# Giuseppe Malagodi (sindacalista)
Giuseppe Malagodi (Cento, 17 ottobre 1894 – Gusen, 29 marzo 1945) è stato un sindacalista e antifascista italiano.

## Biografia
Giuseppe Malagodi, proveniente da un'antica famiglia di proprietari terrieri della Bassa padana, era figlio di Audiface, segretario scolastico, curatore dell'Archivio notarile e Comandante dei Vigili del Fuoco di Cento e di Alessandra Cremonini, maestra di scuola.
Volontario durante la prima guerra mondiale nel 35º Reggimento di fanteria, fu congedato col grado di sergente maggiore e al termine del conflitto divenne segretario della Consociazione Repubblicana di Cesena, Rimini e Fabriano, e sindacalista dell'Unione Italiana del Lavoro.
Durante il regime, pur potendo continuare la sua attività di giornalista pubblicista e correttore di bozze per diverse case editrici e quotidiani, fu perseguitato e posto sotto osservazione dalla polizia fascista. Nel maggio del 1940 fu vittima di un pestaggio di matrice politica.
Da sempre dichiaratamente antifascista, nell’estate del 1942 aderisce al Partito d'Azione. Arrestato nel dicembre 1943, venne deportato a Fossoli, poi  Bolzano e infine al Campo di Gusen (Mauthausen) dove trovò la morte per fame, stenti, fatica e persecuzioni un mese prima della liberazione del campo.

## Riconoscimenti
- A Milano in via Marcona, 34 una targa posta sulla casa nella quale viveva ed è stato arrestato, ricorda il sacrificio di Malagodi.
- Nello stesso luogo, il 19 gennaio 2018 è stata posta una pietra d'inciampo dell’artista tedesco Gunter Demnig.[2]
- Sul Palazzo della Ragione, in piazza dei Mercanti a Milano, è posta una targa dedicata ai Caduti per la Libertà in cui, fra gli altri,  figura il nome di Giuseppe Malagodi. Iscrizione nel monumento ai caduti nei campi di sterminio del cimitero Monumentale di Milano.